# فرانك كونوتون
فرانك كونوتون (بالإنجليزية: Frank Connaughton)‏ هو لاعب كرة قاعدة أمريكي، ولد في 1869 في كلينتون في الولايات المتحدة، وتوفي في 1 ديسمبر 1942 في بوسطن في الولايات المتحدة.

## وصلات خارجية
- فرانك كونوتون على موقعبيزبول رفرنس.كوم (الدوري الرئيسي) (الإنجليزية)